# Zhu Mingye
Zhu Mingye (朱明叶S, Zhū MíngyèP; 14 gennaio 1992) è una schermitrice cinese, specialista della spada.

## Palmarès
- Mondiali

Lipsia 2017: argento nella spada a squadre.
Wuxi 2018: bronzo nella spada a squadre.
Budapest 2019: oro nella spada a squadre.
- Campionati asiatici

Hong Kong 2017: oro nella spada a squadre e bronzo nella spada individuale.
Bangkok 2018: oro nella spada a squadre.